# Paulien van Schaik

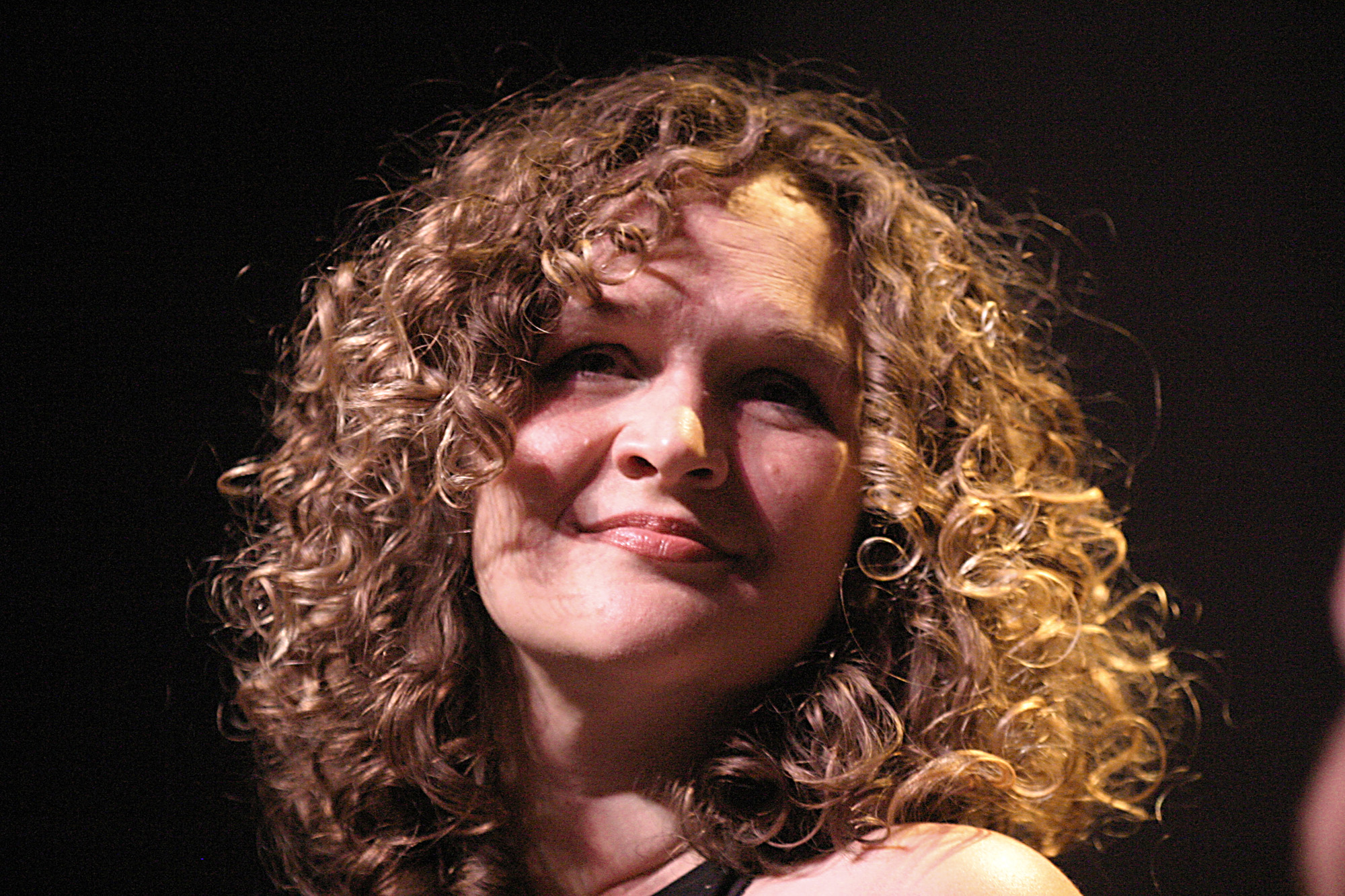
Paulien van Schaik, 2004

Paulien van Schaik (* 7. Juni 1967 in Utrecht) ist eine niederländische Jazzsängerin und -komponistin.

## Werdegang
Van Schaik studierte Jazz und Popmusik, zunächst ab 1988 am Konservatorium Utrecht, dann 1994/95 am Berklee College of Music in Boston. Sie arbeitete zwischen 1996 und 1998 in der Currie Show und anderen Musiktheaterproduktionen. Mit einem ihrer eigenen Songs gewann sie den zweiten Preis als Singer-Songwriter und beste Instrumentalistin beim Grote Prijs van Nederland. Paradiso Records veröffentlichte 1998 ihre Single If I Were You.
Seit 1999 wirkte sie hauptsächlich im Duo mit dem Bassisten Hein van de Geyn. Ihr Debütalbum Tenderly, das 1999 live im Baseline Theater in Dordrecht aufgenommen und 2000 veröffentlicht wurde, wurde 2002 mit dem niederländischen Edison Jazz Publikumspreis ausgezeichnet. Daneben sang sie im Amsterdamse Gospelchor Loud & Proud, der mit dem  Jazz Orchestra of the Concertgebouw die CD A Song for You einspielte.
Für das Album In Summer (2004) wurde das Duo Geyn/Schaik durch den Trompeter Bert Joris verstärkt; auf dem Album Musing kamen die Streicher Yvonne van der Pol und Frans Grapperhaus hinzu. Mit dieser Besetzung trat van Schaick auch 2007 auf dem North Sea Jazz Festival auf. 2008 bildeten Geyn und Schaick ein neues Trio mit dem Perkussionisten Ulas Aksunger, das bis zum Umzug des Bassisten nach Südafrika bestand. Grundlage des Duos war 2011 der norwegische Bassist Jo Skaansar. Dann ließ sie sich von Niels Tausks Band The Tausk Force begleiten. Sie trat weiterhin mit der Band der belgischen Saxophonistin Marjan Van Rompay auf, auf deren Album Silhouette (2012) sie als Gast vorgestellt wird. Sie ist auch auf dem Album dA dA dA von den Nits zu hören. Seit 2007 ist sie als Jazzdozentin am Konservatorium Tilburg tätig.

## Diskographische Hinweise
- Tenderly: Live at Baseline Theatre (mit Hein van de Geyn) (Challenge Records, 2001)
- In Summer: In Summer: Paulien van Schaik & Hein van de Geyn Inviting Bert Joris (Challenge Records, 2004)
- Musing: Paulien van Schaik & Hein van de Geyn With Strings (Challenge Records, 2007)